# 채권 (금융)

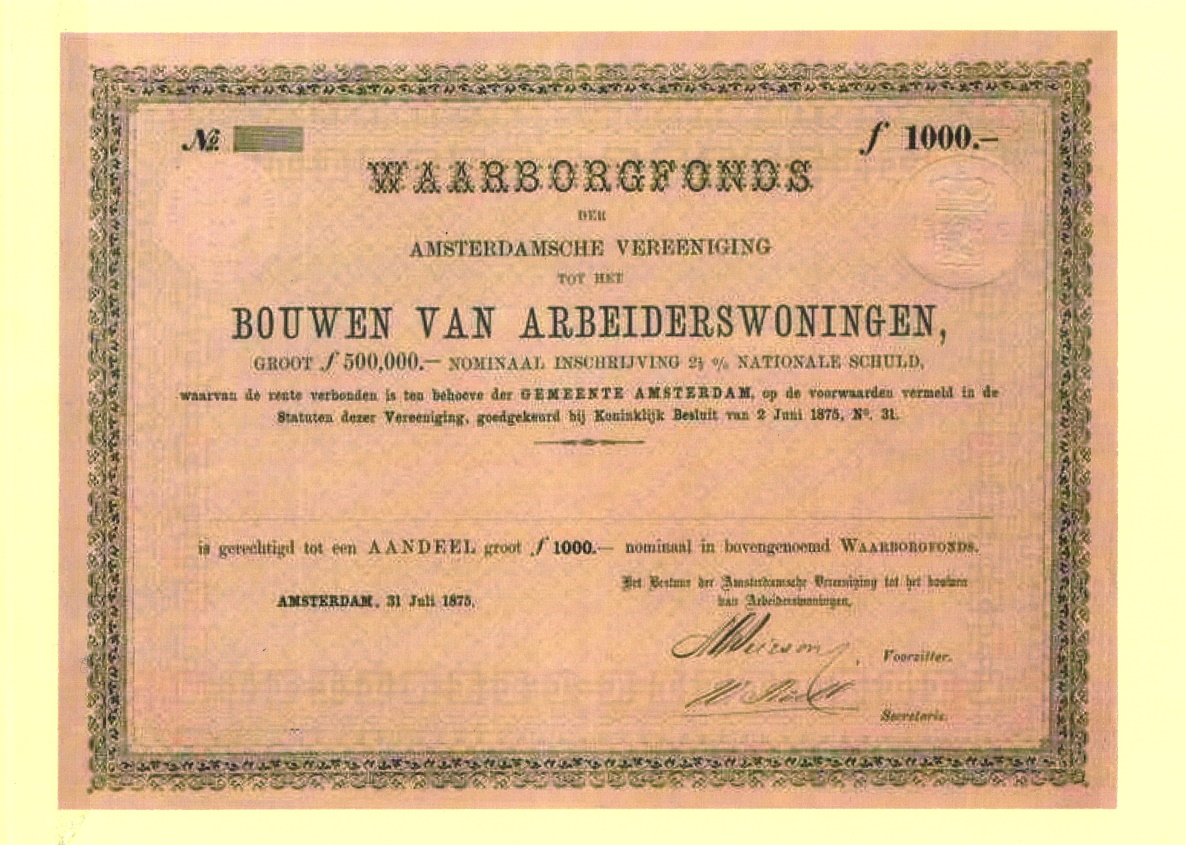

채권(債券, 영어: bond)은 금융에서 유가증권의 하나로 지급청구권이 표시된 채무증권이다. 채권의 종류에는 공채, 국채, 사채, 지방채 따위가 있다.

## 개요
공인된 채권 발행자는 채권 보유자에게 일정한 계약기간 동안 빚을 지는 것이며, 만기일에 보유자에게 원금과 이표(利票, 쿠폰)를 지불해야 한다. 즉 정해진 기간내에 빌린 돈과 이자를 갚겠다는 계약 형식이다. 따라서 채권은 대부(貸付)와 비슷하다. 즉 채권 발행자는 돈을 빌린 사람이고, 채권 보유자는 돈을 빌려준 사람이다. 그리고 쿠폰은 이에 따르는 이자이다. 채권을 통해 채무자는 국공채의 경우처럼 장기 투자에 필요한 외부의 재원을 얻을 수 있으며, 현재 지출에 돈을 댈 수도 있다. 양도성예금증서(CD)나 기업어음(CP)은 채권이 아니라 화폐 시장의 수단으로 인정된다.
채권과 주식 모두 유가 증권이지만 차이가 있다. 주식 보유자는 해당 회사의 주주로서 일정한 소유권이 있지만, 채권 보유자는 단지 채권자일 뿐이다. 다른 차이로는 채권은 주로 정해진 기간이 있어 만기가 있지만, 주식은 거의 영구적으로 기능할 수 있다. 콘솔 공채(console bond)는 예외인데, 이 채권은 만기가 없다. 채권은 만기(terms of maturity), 신용위험(credit risk), 과세(tax treatment) 등에 따라 구분된다.

## 어원
영어에서 채권을 뜻하는 'bond'란 단어는 'bind'에서 왔다. 최소한 1590년대부터 '총액을 지급할 목적으로 다른 것과 연계된 수단'의 의미로 'bond'란 단어가 사용되었다.

## 특징

### 원금
명목가액 혹은 액면가액은 발행자가 지급하는 이자의 근거로 보통의 경우 채권 기한 만료 시점에서 지급해야만 한다.

### 만기
채권이 만기 기간에 도달하면 채권 보유자는 원금과 이표, 즉 원금과 이자를 지불 받을 수 있다.

## 종류
- 발행주체에 따라: 국채, 지방채, 특수채, 통안채, 금융채, 회사채, 외국채
- 이자지급방법에 따라: 이표채, 할인채, 복리채, 단리채, 거치분할상환채
- 상환기간에 따라: 단기채, 중기채, 장기채
- 모집방법에 따라: 사모채, 공모채
- 보증유무에 따라: 보증사채, 무보증사채
- 액면이자 확정여부에 따라: 확정금리채, 변동금리채, 역변동금리채
- 원금상환방식에 따라: 만기일시상환채, 액면분할상환채
- 발행가액에 따라: 액면발행채, 할인발행채, 할증발행채

## 투자수익
채권은 예금자보호법 적용을 받지 않음에도 불구하고 안전자산으로 분류한다.이는 주식이나 원자재보다 변동성이 낮기 때문이다. 채권 투자수익은 크게 이자수익과 자본손익으로 나뉜다.

### 이자수익

채권의 수익 중 하나는 정기적으로 지급되는 이자(쿠폰)에서 발생한다. 이자율은 발행 당시 시장금리에 따라 정해지며, 보통 은행 예금보다 높은 금리를 제공한다. 정기 이자는 단리 기준으로 지급되지만, 재투자를 통해 복리 효과를 기대할 수 있다. 다만 인플레이션이 높아지면 실질적으로 받는 이자의 구매력은 떨어지기 때문에 실질금리 개념도 함께 고려해야 한다.

### 자본손익
채권은 만기까지 보유하면 원금과 이자를 받지만, 중도에 매도할 경우 가격 변동에 따라 자본손익이 발생한다. 금리가 오르면 기존 채권의 상대적 가치가 낮아져 가격이 하락하고 자본손실이 발생하며, 금리가 내리면 가격이 상승하면서 자본이익이 발생한다. 특히 듀레이션이 긴 채권일수록 금리 변화에 민감하게 반응한다. 예를 들어, 10년 만기 채권은 1년 만기 채권보다 금리 변동에 따라 가격 등락 폭이 크다.

### 안전자산
채권은 예금자보호법 적용 대상은 아니지만, 원금과 이자 지급이 비교적 안정적으로 이뤄지기 때문에 안전자산으로 분류된다. 특히 국채나 우량 회사채처럼 신용등급이 높은 기관이 발행한 채권은 디폴트(채무불이행) 가능성이 낮아 신뢰도가 높다고 본다. 또한, 시장 변동성이 큰 원자재나 주식과 비교해 가격 변동 폭이 작고 예측 가능성이 높기 때문에 안전자산으로 여긴다.

## 채권 지수
FTSE 세계국채지수(WGBI), 블룸버그·바클레이스의 글로벌 종합지수(BBGA), JP모건의 신흥국 국채지수(GBI-EM)등이 대표적인 채권 지수로 꼽힌다. WGBI에는 일본, 중국, 미국, 프랑스, 캐나다 등 25개국의 국채가 편입되어 있다. 대한민국은 2024년 편입 결정이 남에 따라 2025년 정식 편입이 예상된다.

## 같이 보기
- 수익률 곡선
- 국채
- 지방채
- 독립공채표